# Albert Dzongang
Albert Dzongang né le 14 septembre 1948, est un homme politique camerounais, ancien député du RDPC et ancien candidat à l'élection présidentielle au Cameroun.

## Biographie

### Enfance et débuts
Albert Dzongang grandit dans une famille avec une conscience politique forte. Son père était un membre fondateur du Kumzé; l'association des chefs traditionnels Bamiléké.
Après des études à l'ouest du Cameroun, il entre en 1979 à l'institut pédagogique de Yaoundé.

### Carrière
Il a été adjoint au maire de Douala 3e. Il est élu à Douala comme membre du RDPC, parti au pouvoir de 1992 à 1997. Il démissionne du RDPC pour créer son parti: Dynamique pour la Renaissance Nationale. Il perd par la suite contre Françoise Foning. Il est cofondateur du Lah Kam.  
Albert Dzongang est expert automobile après avoir été fonctionnaire. En effet, après une première affectation à Akonolinga, Albert Dzongang est licencié après avoir participé à violenter le préfet. Le ministère lui fournit une mise en disponibilité et une autorisation de sortie du Cameroun qui lui permettent de se former à l’expertise automobile -spécialité incendie - en France.   
Il pose sa candidature aux élections de 1997 et  2011.   
Il déclare son soutien au candidat Maurice Kamto pour l'élection présidentielle de 2018 au Cameroun. Il est au premier rang derrière le candidat lors de sa première déclaration post-électorale.    
Les forces de l'ordre interrompent une conférence de presse en présence de Yondo Black à son domicile le jeudi 11 octobre 2018.
Le 25 mars 2025, il est convoqué par le préfet du Wouri, Sylyac Marie Mvogo et le lendemain, par le colonel de légion du Littoral, Jean-Pierre Otoulou.